# Macrobaenetes kelsoensis
Macrobaenetes kelsoensis is een rechtvleugelig insect uit de familie grottensprinkhanen (Rhaphidophoridae). De wetenschappelijke naam van deze soort is voor het eerst geldig gepubliceerd in 1962 door Tinkham.
1. ↑  (en) Macrobaenetes kelsoensis op de IUCN Red List of Threatened Species.